# Jeanne Darville
Jeanne-Yvonne Maria Darville (18. august 1923 i København – 9. maj 1995 i Gentofte) var en dansk skuespillerinde.
Hun medvirkede i en række spillefilm, men har også optrådt på flere teaterscener som Frederiksberg Teater, Riddersalen, Betty Nansen Teatret, Det ny Teater, Det kongelige Teater samt i diverse revyforestillinger.
Hun var gift med William Rosenberg, med hvem hun fik to børn, og Frits Helmuth, med hvem hun fik et barn, Pusle Helmuth.

## Udvalgt filmografi
- De tre, måske fire – 1939
- Alle går rundt og forelsker sig – 1941
- Tag til Rønneby Kro – 1941
- Regnen holdt op – 1942
- Afsporet - 1942
- Så mødes vi hos Tove – 1946
- To minutter for sent – 1952

- ‘’Fløjtespilleren’’ -1953

- Verdens rigeste pige – 1958
- Styrmand Karlsen – 1958
- Sømand i knibe – 1960
- En ven i bolignøden – 1965
- Min søsters børn – 1966
- Min søsters børn på bryllupsrejse – 1967
- Min søsters børn vælter byen – 1968
- Min søsters børn når de er værst – 1971
- Agent 69 Jensen i Skyttens tegn – 1978